# Pusty Żleb

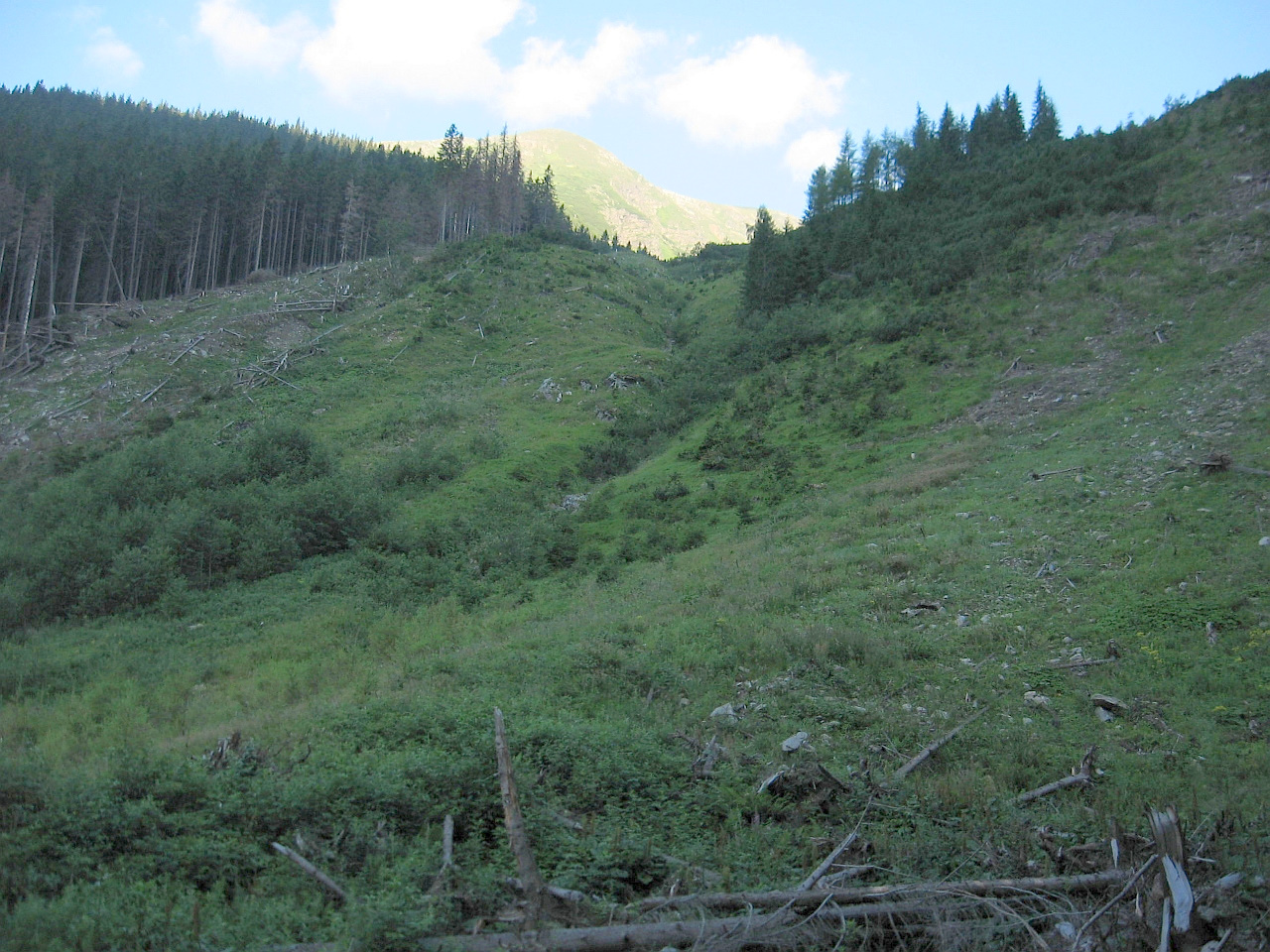
Dolna część Pustego Żlebu, u góry widoczne wierzchołki Szczerbawego (z lewej) i Barańca (pozornie niższy)

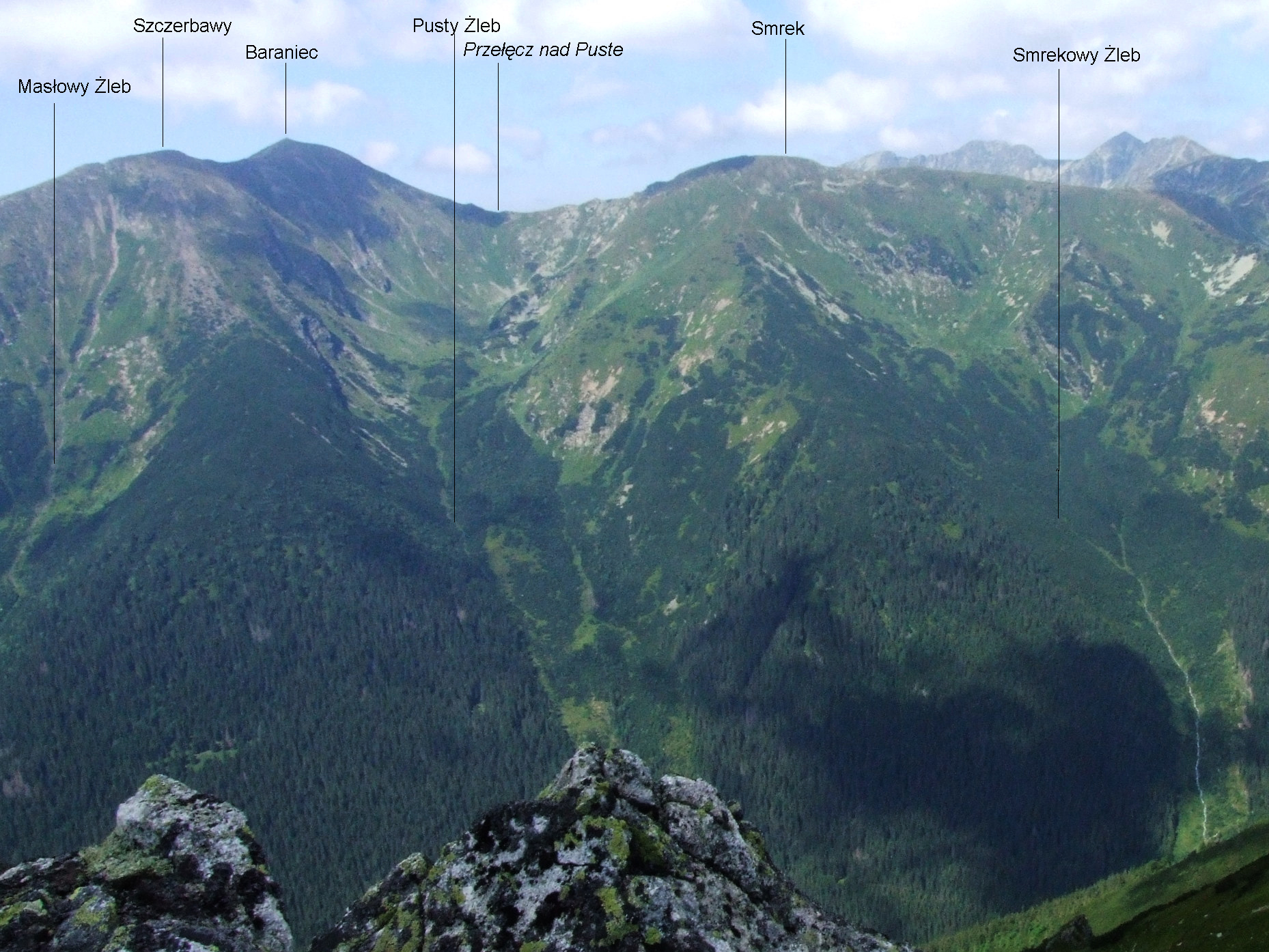
Widok na Pusty Żleb z Otargańców

Pusty Żleb (słow. Pusté) – duży żleb w słowackich Tatrach Zachodnich, opadający z grani Barańców do Doliny Jamnickiej. Ma wylot przy Polanie pod Pustem na wysokości około 1150 m. Górą rozgałęzia się na 3 koryta: jedno opada spod Przełęczy nad Puste (1965 m), drugie spod Smreka (2072 m), trzecie spod przełęczy między Barańcem (2185 m) i wierzchołkiem Szczerbawego (2149 m).
Żleb ten uważany jest za najbardziej lawiniasty w całych Karpatach. Przyczyną powstawania tak ogromnych lawin jest zarówno wielka deniwelacja spadających mas śniegu (przekracza 1000 m) i duża powierzchnia, z której żleb zbiera śnieg (cały stok od Szczerbawego po Smreka), jak i ukształtowanie stoku. Najbardziej lawiniaste są bowiem stoki o nachyleniu 35–45°; śnieg utrzymuje się na nich dłużej niż na bardziej stromych stokach Tatr Wysokich, gdzie lawiny schodzą częściej, ale są przez to mniejsze. Na stoku o nachyleniu 35–45° śnieg utrzymuje się dłużej, więc gromadzi się go większa ilość. Gdy masa nagromadzonego śniegu przekroczy krytyczny punkt, schodząca lawina jest potężna. Duże znaczenie ma też fakt, że jest to stok trawiasty – spadającej lawiny nic nie hamuje. Do powstawania lawin w Dolinie Jamnickiej przyczyniło się wielowiekowe pasterstwo, w wyniku którego stoki Barańców zostały ogołocone z kosodrzewiny i w znacznym stopniu wylesione. Po utworzeniu parku narodowego pasterstwo zniesiono, lasy i kosodrzewina stopniowo odnawiają się, jednak w okolicy żlebów są systematycznie niszczone przez lawiny.